# 화씨 11/9: 트럼프의 시대
《화씨 11/9: 트럼프의 시대》(영어: Fahrenheit 11/9)는 2018년 9월에 개봉한 미국의 다큐멘터리 영화이다. 마이클 무어가 감독, 각본을 맡았다. 미국에서는 2018년 9월 21일에, 대한민국에서는 2018년 11월 22일에 개봉되었다.

## 줄거리
트럼프 대통령의 비포 앤 애프터, 미국과 세계는 어디로?!

2016년 11월 9일 트럼프 대통령 당선으로 이끈 민주주의의 민낯, 플린트 워터 사건부터 플로리다주 총격 사건까지
우리가 몰랐던 미국이 밝혀진다!

## 출연진
- 도널드 트럼프
- 마이클 무어
- 힐러리 로댐 클린턴
- 이반카 트럼프
- 도널드 트럼프 주니어